# Тамура, Судзуко
Судзуко Тамура (яп. 田村 すず子), также Судзуко Айноа Тамура (баск. Suzuko Ainhoa Tamura), имя при рождении Судзуко Фукуда (яп. 福田すゞ子; 2 января 1934, Нагоя, Япония — 3 августа 2015, Токио, Япония) — лингвист, специалист по айнскому, японскому и баскскому языкам. В 1996—2000 годы член-корреспондент Эускальцайндии.

## Биография
Родилась в Нагое 2 января 1934 года. Дочь физиолога Кунидзу Фукуды, сестра литературоведа Сюити Фукуды.
Окончила Токийский университет по специальности «лингвистика». В 1950-е годы под руководством лингвиста Сиро Хаттори начала изучать диалектологию айнского языка. С 1957 по 1960 год работала в частной средней школе для девочек Саппоро Дзикей.
В 1962 году стала доктором наук. Участвовала в составлении айнского диалектного словаря, опубликованного в 1964 году. Преподавала айнский язык в университете Васэда, ставила на нём фольклорные спектакли. С 1984 по 2000 год занималась подготовкой аудиоматериалов по айнскому языку.
Под влиянием французского лингвиста-басколога Жака Алье начала изучать баскский язык, училась на курсах в Сен-Пале, Ласкано и Аспейтии. В Наварре познакомилась с академиком Эускальцайндии, католическим священником Хосе Марией Сатрустеги, приняла христианство и при крещении взяла баскское имя Айноа. По возвращении в Японию начала преподавать баскский язык в университете Васэда. В 1980 году принимала участие в международном конгрессе баскологов.
29 марта 1996 года была избрана членом-корреспондентом Эускальцайндии. С 29 октября 2000 года была почётным членом этой академии.
Помимо японского, айнского и баскского, на различном уровне владела английским, французским, немецким, испанским и маньчжурским, изучала инуитские языки.
Умерла 3 августа 2015 года в Токио.

## Награды
- 1973 — премия Кёсукэ Киндаити[яп.][3][6].